# Yoshiaki Ōta
Yoshiaki Ōta (太田 吉彰 Ōta Yoshiaki?,  nacido el 11 de junio de 1983 en Shizuoka) es un exfutbolista japonés que se desempeñaba como centrocampista.
Ōta fue elegido para integrar la selección nacional de Japón para los Copa Asiática 2007.

## Trayectoria

### Clubes
| Club           | País  | Año         |
| -------------- | ----- | ----------- |
| Júbilo Iwata   | Japón | 2002 - 2009 |
| Vegalta Sendai | Japón | 2010 - 2014 |
| Júbilo Iwata   | Japón | 2015 - 2019 |